# 神人畅
〈神人畅〉，古琴曲，以堯祭祀天地而天神降臨為題，一說为尧所作。現存琴譜中僅見於明代的《西麓堂琴統》。

## 相關記載

### 《樂府詩集》
- 《古今樂録》曰：「堯郊天地，祭神座上有響，誨堯曰：『水方至爲害，命子救之。』堯乃作歌。」謝希逸《琴論》曰：「《神人暢》，堯帝所作。堯彈琴感神人現，故制此弄也。」 清廟穆兮承予宗，百僚肅兮於寢堂。醊禱進福求年豐，有響在坐，敕予爲害在玄中。欽哉皓天德不隆，承命任禹寫中宮。[1]

### 《西麓堂琴统》
- 「謝希逸《琴論》曰：『〈神人暢〉，唐堯所作。堯彈琴，神降其室，故有此弄』。《古今樂錄》曰：『堯祀天座有神見堯曰，洪水爲害，命子救之。』」

## 演奏版本
目前常聽到的版本分別為龔一、丁承運、吳文光等人打譜。

## 其它說明
古時琴曲的命名多用「操」、「引」，以“畅”为名的比较罕见，仅如《南风畅》而已。